# Kiunga

Karte der Provinz Western; Kiunga liegt im Nordwesten der Provinz

Kiunga ist eine Stadt am Fly River im North Fly District der Western Province von Papua-Neuguinea.
Über den Flusshafen von Kiunga wird hauptsächlich Kupfererz aus dem Tagebau Ok Tedi, das über eine Pipeline aus der nördlich gelegenen Bergbaustadt Tabubil kommt, verschifft.